# Kalipso (film)
Kalipso – polski film obyczajowy z 2000 roku. Zdjęcia plenerowe do filmu powstały w Piasecznie

## Opis fabuły
Henryk Roszponka (Marian Kociniak) – murarz z 30-letnim stażem, budzi się po swoich 50. urodzinach z kacem. Śniło mu się, że wędrował przez pustynię. Potem przez długi czas zastanawia się, co ten sen mógł oznaczać. Postanawia wraz ze swoim pomocnikiem "Berbeciem" iść na pogrzeb babki Stangreciak, lecz okazuje się, że pogrzeb odbył się dzień wcześniej. Będąc na cmentarzu, zauważa zaniedbany grób Stanisława Łabędzia "Kalipso". Ten przed laty prowadził zamożne życie. Henryk, rozmawiając z jego żoną, radzi jej, aby odnowiła pomnik zmarłego męża, lecz kobieta nie ulega, dlatego Henryk postanawia wziąć sprawę w swoje ręce.

## Obsada aktorska
- Marian Kociniak – Henryk Roszponka
- Marek Dyjak – „Berbeć”, pomocnik Roszponki
- Andrzej Zieliński – pisarz
- Anna Majcher – Żona „Kalipso”
- Mariusz Leszczyński – ksiądz
- Jan Jurewicz – Bączyk
- Hubert Roszkiewicz – bliźniak „Misiek”
- Robert Roszkiewicz – bliźniak „Misiek”
- Andrzej Terej – kioskarz
- Czesław Nogacki – Nowiński
- Anna Gornostaj – rzeźniczka Mirabella